# Aleksander Zawadzki
Aleksander Zawadzki (16. prosince 1899 – 7. srpna 1964) byl polský komunistický politik, jeden z klíčových představitelů socialistického režimu v Polsku po druhé světové válce. V letech 1952-1964 byl prezidentem Polska, tato funkce se ovšem od změny ústavy roku 1952 jmenovala předseda státní rady.
V roce 1923 vstoupil do Komunistické strany Polska. Po porážce Polska německými vojsky roku 1939 odešel do Sovětského svazu, kde spoluzakládal Svaz polských vlastenců a od roku 1943 organizoval polské vojenské jednotky. V letech 1944-1948 byl členem ústředního výboru Polské dělnické strany (Polska Partia Robotnicza), nástupkyně komunistické strany. Ta spolu s Polskou socialistickou stranou (Polska Partia Socjalistyczna) vytvořila roku 1948 Polskou sjednocenou dělnickou stranu (Polska Zjednoczona Partia Robotnicza), která byla v éře komunistického režimu hegemonní politickou silou. Zawadzki byl od jejího založení až do své smrti členem jejího ústředního výboru. V letech 1945-1948 byl nejprve vládním zmocněncem pro Slezsko a poté vojvodou slezsko-dabrovského vojvodství. V letech 1949-1950 byl předsedou Ústřední rady odborů. V letech 1949-1952 náměstkem předsedy rady ministrů (tedy premiéra). Od roku 1952 až do své smrti pak prezidentem (předsedou státní rady).